# Margriet Prajoux-Bouma
Margriet Prajoux-Bouma (ur. 19 czerwca 1912 w Virnich, zm. 17 grudnia 2005 w Marcoussis) – holenderska narciarka alpejska, uczestniczka Zimowych Igrzysk Olimpijskich 1952 w Oslo.
Wystartowała w slalomie gigancie podczas igrzysk olimpijskich w 1952 roku. Trasę pokonała w czasie 3 minut i 31 sekund i zajęła ostatnie, 40. miejsce. Straciła ponad 30 sekund do wyprzedzającej ją bezpośrednio Annette Johnson z Nowej Zelandii.
Była najstarszą spośród jedenaściorga holenderskich olimpijczyków, którzy wystąpili na zimowych igrzyskach w 1952 roku. Podczas startu olimpijskiego miała ponad 39 lat.

## Osiągnięcia

### Igrzyska olimpijskie
| Rok i miejsce | Konkurencja   | Wynik  | Miejsce | Strata | Zwyciężczyni         | Źródło |
| ------------- | ------------- | ------ | ------- | ------ | -------------------- | ------ |
| 1952, Oslo    | slalom gigant | 3:31,0 | 40.     | 1:24,2 | Andrea Mead-Lawrence | [ 2 ]  |